# Tour des Alpes-Maritimes et du Var 2022
54. ročník etapového cyklistického závodu Tour des Alpes-Maritimes et du Var se konal mezi 18. a 20. únorem 2022 v francouzských departementech Alpes-Maritimes a Var. Celkovým vítězem se stal Kolumbijec Nairo Quintana z týmu Arkéa–Samsic. Navázal tak na svůj triumf z ročníku 2020. Na druhém a třetím místě se umístili Belgičan Tim Wellens (Lotto–Soudal) a Francouz Guillaume Martin (Cofidis). Závod byl součástí UCI Europe Tour 2022 na úrovni 2.1.

## Týmy
Závodu se zúčastnilo 7 z 18 UCI WorldTeamů, 6 UCI ProTeamů a 5 UCI Continental týmů. 11 týmů nastoupilo do závodu s plným počtem 7 jezdců. Týmy Groupama–FDJ, EF Education–EasyPost, Team DSM, Team TotalEnergies, Uno-X Pro Cycling Team a St. Michel–Auber93 nastoupily s 6 závodníky, zatímco Trek–Segafredo přijel pouze s 5 jezdci. Jérémy Leveau z týmu Go Sport–Roubaix–Lille Métropole neodstartoval 1. etapu, závod tak odstartovalo 117 jezdců. Do cíle v Blausascu dojelo 96 z nich.
UCI WorldTeamy
- AG2R Citroën Team
- Cofidis
- EF Education–EasyPost
- Groupama–FDJ
- Lotto–Soudal
- Team DSM
- Trek–Segafredo

UCI ProTeamy
- Arkéa–Samsic
- B&B Hotels–KTM
- Bingoal Pauwels Sauces WB
- Equipo Kern Pharma
- Team TotalEnergies
- Uno-X Pro Cycling Team

UCI Continental týmy
- Go Sport–Roubaix–Lille Métropole
- Nice Métropole Côte d'Azur
- Riwal Cycling Team
- St. Michel–Auber93
- Team U Nantes Atlantique

## Trasa a etapy
| Etapa         | Datum         | Trasa                            | Vzdálenost | Typ       | Typ           | Vítěz                |
| ------------- | ------------- | -------------------------------- | ---------- | --------- | ------------- | -------------------- |
| 1             | 18. února     | Saint-Raphaël – La Seyne-sur-Mer | 176,3 km   |           | Zvlněná etapa | Caleb Ewan (AUS)     |
| 2             | 19. února     | Puget-Théniers – La Turbie       | 149,13 km  |           | Horská etapa  | Tim Wellens (BEL)    |
| 3             | 20. února     | Villefranche-sur-Mer – Blausasc  | 112,61 km  |           | Horská etapa  | Nairo Quintana (COL) |
| Celková délka | Celková délka | Celková délka                    | 438,04 km  | 438,04 km | 438,04 km     | 438,04 km            |

## Průběžné pořadí
| Etapa          | Vítěz          | Celkové pořadí | Bodovací soutěž | Vrchařská soutěž  | Soutěž mladých jezdců | Soutěž týmů       | Cena bojovnosti |
| -------------- | -------------- | -------------- | --------------- | ----------------- | --------------------- | ----------------- | --------------- |
| 1              | Caleb Ewan     | Caleb Ewan     | Caleb Ewan      | Tristan Delacroix | Alexis Renard         | Lotto–Soudal      | Maël Guégan     |
| 2              | Tim Wellens    | Tim Wellens    | Tim Wellens     | Jonathan Couanon  | Andreas Kron          | AG2R Citroën Team | Nairo Quintana  |
| 3              | Nairo Quintana | Nairo Quintana | Nairo Quintana  | Nairo Quintana    | Andreas Kron          | Groupama–FDJ      | Thibaut Pinot   |
| Konečné pořadí | Konečné pořadí | Nairo Quintana | Nairo Quintana  | Nairo Quintana    | Andreas Kron          | Groupama–FDJ      | neuděleno       |

## Konečné pořadí
| Legenda | Legenda                         | Legenda | Legenda                               |
| ------- | ------------------------------- | ------- | ------------------------------------- |
|         | Označuje lídra celkového pořadí |         | Označuje lídra vrchařské soutěže      |
|         | Označuje lídra bodovací soutěže |         | Označuje lídra soutěže mladých jezdců |

### Celkové pořadí
| Pořadí | Jezdec                        | Tým                   | Čas         |
| ------ | ----------------------------- | --------------------- | ----------- |
| 1      | Nairo Quintana (COL)          | Arkéa–Samsic          | 10h 56' 01" |
| 2      | Tim Wellens (BEL)             | Lotto–Soudal          | + 1' 30"    |
| 3      | Guillaume Martin (FRA)        | Cofidis               | + 1' 48"    |
| 4      | Valentin Madouas (FRA)        | Groupama–FDJ          | + 2' 50"    |
| 5      | Bauke Mollema (NED)           | Trek–Segafredo        | + 2' 52"    |
| 6      | Amanuel Ghebreigzabhier (ERI) | Trek–Segafredo        | + 2' 55"    |
| 7      | Alexis Vuillermoz (FRA)       | Team TotalEnergies    | + 2' 57"    |
| 8      | Andreas Kron (DEN)            | Lotto–Soudal          | + 3' 52"    |
| 9      | James Shaw (GBR)              | EF Education–EasyPost | + 3' 56"    |
| 10     | Kévin Geniets (LUX)           | Groupama–FDJ          | + 3' 58"    |

### Bodovací soutěž
| Pořadí | Jezdec                  | Tým                | Body |
| ------ | ----------------------- | ------------------ | ---- |
| 1      | Nairo Quintana (COL)    | Arkéa–Samsic       | 45   |
| 2      | Tim Wellens (BEL)       | Lotto–Soudal       | 41   |
| 3      | Guillaume Martin (FRA)  | Cofidis            | 32   |
| 4      | Andrea Vendrame (ITA)   | AG2R Citroën Team  | 23   |
| 5      | Alexis Vuillermoz (FRA) | Team TotalEnergies | 22   |
| 6      | Anthony Turgis (FRA)    | Team TotalEnergies | 20   |
| 7      | Bauke Mollema (NED)     | Trek–Segafredo     | 17   |
| 8      | Valentin Madouas (FRA)  | Groupama–FDJ       | 16   |
| 9      | Thibaut Pinot (FRA)     | Groupama–FDJ       | 16   |
| 10     | Nacer Bouhanni (FRA)    | Arkéa–Samsic       | 16   |

### Vrchařská soutěž
| Pořadí | Jezdec                    | Tým                              | Body |
| ------ | ------------------------- | -------------------------------- | ---- |
| 1      | Nairo Quintana (COL)      | Arkéa–Samsic                     | 18   |
| 2      | Thibaut Pinot (FRA)       | Groupama–FDJ                     | 16   |
| 3      | Jonathan Couanon (FRA)    | Nice Métropole Côte d'Azur       | 14   |
| 4      | Lilian Calmejane (FRA)    | AG2R Citroën Team                | 14   |
| 5      | Roger Adrià (ESP)         | Equipo Kern Pharma               | 10   |
| 6      | Tristan Delacroix (FRA)   | Nice Métropole Côte d'Azur       | 10   |
| 7      | Tim Wellens (BEL)         | Lotto–Soudal                     | 10   |
| 8      | Guillaume Martin (FRA)    | Cofidis                          | 10   |
| 9      | Michael Storer (AUS)      | Groupama–FDJ                     | 10   |
| 10     | Evaldas Šiškevičius (LTU) | Go Sport–Roubaix–Lille Métropole | 8    |

### Soutěž mladých jezdců
| Pořadí | Jezdec                 | Tým                              | Čas         |
| ------ | ---------------------- | -------------------------------- | ----------- |
| 1      | Andreas Kron (DEN)     | Lotto–Soudal                     | 10h 59' 53" |
| 2      | Mark Donovan (GBR)     | Team DSM                         | + 19"       |
| 3      | Andréa Mifsud (FRA)    | Nice Métropole Côte d'Azur       | + 1' 44"    |
| 4      | Roger Adrià (ESP)      | Equipo Kern Pharma               | + 3' 09"    |
| 5      | Valentin Ferron (FRA)  | Team TotalEnergies               | + 7' 03"    |
| 6      | Maxime Chevalier (FRA) | B&B Hotels–KTM                   | + 10' 22"   |
| 7      | Joris Delbove (FRA)    | St. Michel–Auber93               | + 13' 48"   |
| 8      | Louis Barré (FRA)      | Team U Nantes Atlantique         | + 15' 09"   |
| 9      | Eugenio Sánchez (ESP)  | Equipo Kern Pharma               | + 16' 26"   |
| 10     | Maxime Jarnet (FRA)    | Go Sport–Roubaix–Lille Métropole | + 17' 27"   |

### Soutěž týmů
| Pořadí | Tým                    | Čas         |
| ------ | ---------------------- | ----------- |
| 1      | Groupama–FDJ           | 33h 02' 30" |
| 2      | AG2R Citroën Team      | + 30"       |
| 3      | Arkéa–Samsic           | + 2' 56"    |
| 4      | Team DSM               | + 3' 04     |
| 5      | Team TotalEnergies     | + 8' 39"    |
| 6      | Trek–Segafredo         | + 8' 69"    |
| 7      | Uno-X Pro Cycling Team | + 10' 27"   |
| 8      | B&B Hotels–KTM         | + 14' 48"   |
| 9      | Lotto–Soudal           | + 14' 49"   |
| 10     | Cofidis                | + 18' 27"   |